# Sigurbergur Sveinsson
Sigurbergur Sveinsson (ur. 12 sierpnia 1987 w Hafnarfjörður) – islandzki piłkarz ręczny, reprezentant kraju. Obecnie występuje w niemieckim TSV Bayer Dormagen.